# Euphorbia corymbosa
Euphorbia corymbosa är en törelväxtart som beskrevs av Nicholas Edward Brown. Euphorbia corymbosa ingår i släktet törlar, och familjen törelväxter. Inga underarter finns listade i Catalogue of Life.